# エアコーチ
エアコーチ（Aircoach）はアイルランドのダブリンに本拠地を置くバス会社。ファーストグループの子会社である。ダブリン空港発着の高速リムジンバスを運行する。また、空港駐車場やダブリン県のプライベートハイヤーの契約バスも運営している。

## 沿革
エアコーチは1999年に元バス・エールンの社員であるジョン・オサリバンによって設立された。2003年に会社の90%を1,500万ユーロでスコットランドのファーストグループに売却した後、2005年に残りの10%を150万ユーロでファーストグループに売却した。
エアコーチは、2011年のアイルランド物流・輸送賞において、総合物流・輸送優秀賞を受賞した。また、2014年と2018年のフリートバス・コーチ賞では、アイルランド・インターシティ・バス・オペレーター・オブ・ザ・イヤーにも選出されている。
エアコーチは、定期路線に加えて、ダブリン空港でのシャトルバスや契約路線も運行しており、レンスター・ラグビーのオフィシャル・コーチ・サプライヤーでもある。

## 路線
エアコーチは以下の5路線を運行している。
- 700：ダブリン空港 - レパーズタウン（ダブリン市内経由）
- 702：ダブリン空港 - ブレイ/グレイストーンズ（ブラックロック経由）
- 703：ダブリン空港 - キライニー/ドーキー（ダン・レアリー経由）
- 704X：ダブリン空港 - ダブリン市内 - コーク
- 705X：ダブリン市内 - ダブリン空港 - ベルファスト

### 新型コロナウイルス感染症の影響
新型コロナウイルス感染症の世界的流行に伴い、2020年9月現在、以下の路線を運行している。
- 700：ダブリン空港  - アイルランド国立大学ダブリン校（ダブリン市内経由）
- 704X：ダブリン空港 - ダブリン市内 - コーク
- 705X：ダブリン市内 - ダブリン空港 - ベルファスト

## 車両
2014年から2020年までの間に製造された52台のPlaxton Pantherを搭載したボルボ・B11R客車を運行している。トイレ付きの49人乗りとトイレなしの53人乗りが混在している。
ダブリン空港の駐車場シャトルバスは、12台の連結式メルセデス・ベンツ・シターロを使用しており、2006年のライト・エクリプス2台、2013年のライト・ストリートライト、2002年のメルセデス・ベンツ・シターロ・リジッドがスタッフ専用のシャトルバスに使用されている。